# L'Aquila
L'Aquila (en español El Águila) es la capital y segunda ciudad por población (después de Pescara) de la región italiana de Abruzos, en el centro de Italia. Tiene una población de 69.392 habs. Aunque está a menos de dos horas en coche desde Roma, la ciudad (rodeada de muros medievales) aún no se ha visto influida por el turismo.[cita requerida] L'Aquila alberga muchas industrias electrónicas.
Algunos lugares de interés son: La Rocca, un fuerte español del siglo XVI; construido bajo la dirección del ingeniero valenciano Pedro Luis Escrivá, la basílica románica de Sta. María de Collemaggio (donde fue coronado y enterrado el papa Celestino V); la basílica de San Bernardino; y la Fontana medieval de los 99 chorros (aún no se sabe de donde proviene el agua) que conmemora los 99 pueblos que se dice que establecieron la ciudad. La Fontana Luminosa es otro lugar de interés, una escultura de dos mujeres sosteniendo varios jarrones, hecha durante los años 30.
En los alrededores de la ciudad hay ruinas romanas (Amiternum), antiguos monasterios, y numerosos castillos. El más conocido de ellos es el de Rocca Calascio, que es el castillo más alto de Italia y uno de los más altos de Europa. También hay pistas de esquí en Gran Sasso d'Italia, el mayor de los Apeninos.
La madrugada del 6 de abril de 2009 fue el epicentro de un terremoto de 6,3 grados en la escala de magnitud de momento, que provocó la muerte de 308 personas y dejó heridos a más de 1.500 en toda la región de los Abruzos.
En julio de 2009 la localidad acogió la 35.ª Cumbre del G8.

## Fracciones
Aquilio, Aragno, Arischia, Assergi, Bagno, Bazzano, Camarda, Cansatessa, Casaline, Cermone, Cese, Civita di Bagno, Colle di Preturo, Colle di Sassa, Colle Roio - Poggio di Roio, Collebrincioni, Collefracido, Coppito, Filetto, Foce, Forcelle, Fossa, Genzano, Gignano, Monticchio, Onna, Paganica, Pagliare di Sassa, Pescomaggiore, Palombaia, Pettino, Pianola, Pile, Pizzutillo, Poggio Picenze, Poggio Roio, Poggio Santa Maria, Pozza di Preturo, Pratelle, Preturo, Ripa, Roio Piano - Poggio di Roio, San Demetrio Ne'Vestini, San Giacomo alto, San Giuliano, San Gregorio, San Leonardo, San Marco Di Preturo, San Martino di Sassa, San Pio delle Camere, Santa Rufina, Sant'Angelo, Sant'Elia, Santi, San Vittorino, Santi, Sassa, Tempera, Torretta, Valle Pretara, Vallesindola, Vasche.

## Geografía

### Fauna
El más importante exponente de la fauna de la zona aquilana es el oso pardo marsicano, una subespecie de oso pardo, endémica de los Apeninos, de tamaño relativamente pequeño. También hay presentes ejemplares del lobo de los Apeninos. Otros mamíferos relevantes son el gato montés, el jabalí, el gamo común y el corzo; menos frecuentes que en otras áreas de Abruzzo está la gamuza, reintroducida en los últimos tiempos.
Entre las rapaces cabe mencionar el águila real, el halcón peregrino, el ratonero común y el gavilán. Cabe destacar, entre otras aves, la presencia de la chova piquigualda y los pájaros carpinteros.
Entre los reptiles existe la víbora áspid que habita los suelos pedregosos, cerca de los ríos y en zonas de bajos arbustos de enebro.

## Demografía

### Evolución demográfica
| Gráfica de evolución demográfica de L'Aquila entre 1861 y 2021 |
|                                                                |
| Datos tomados de ISTAT.                                        |

## Patrimonio

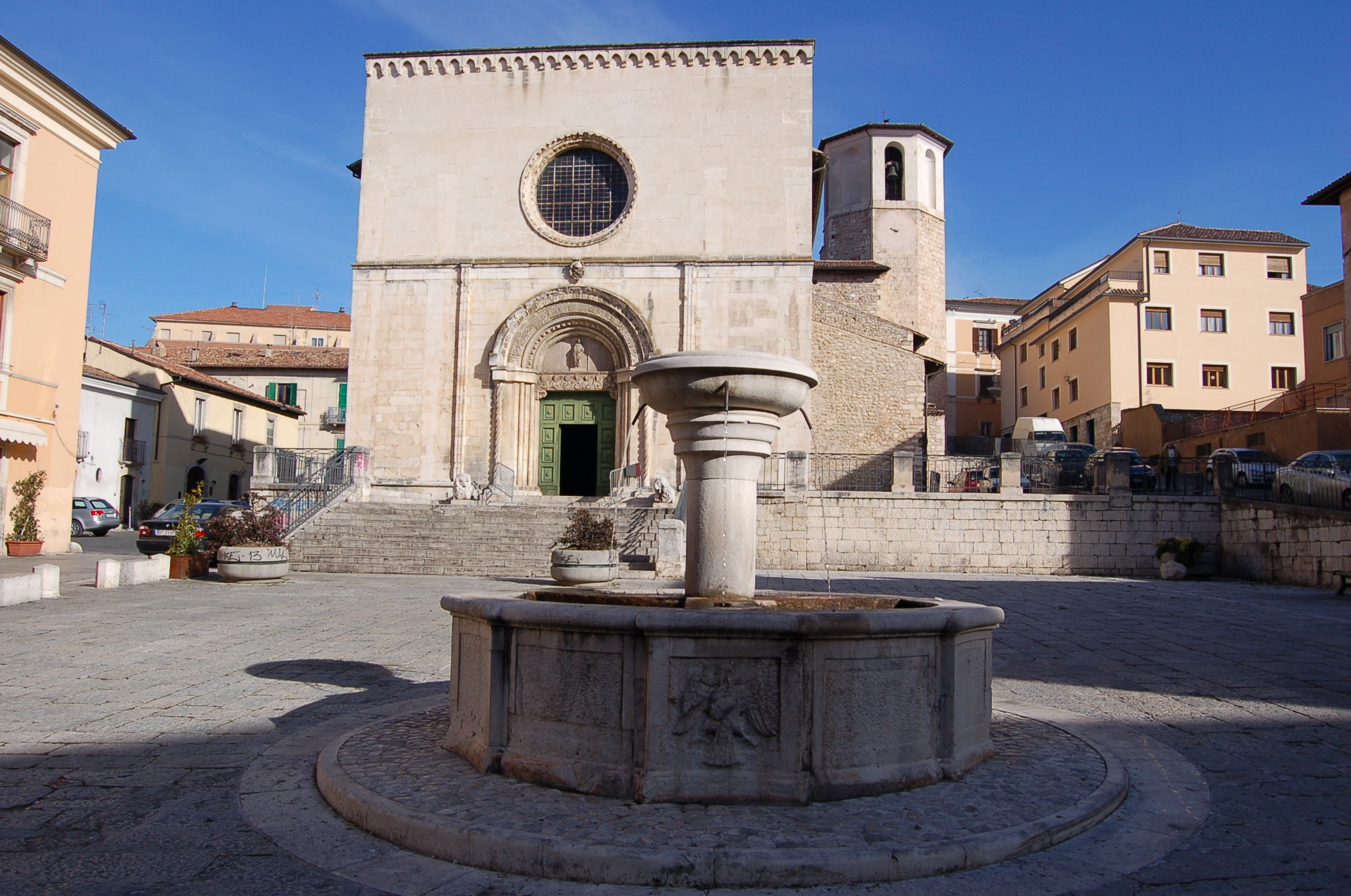
Iglesia de San Pietro a Coppito

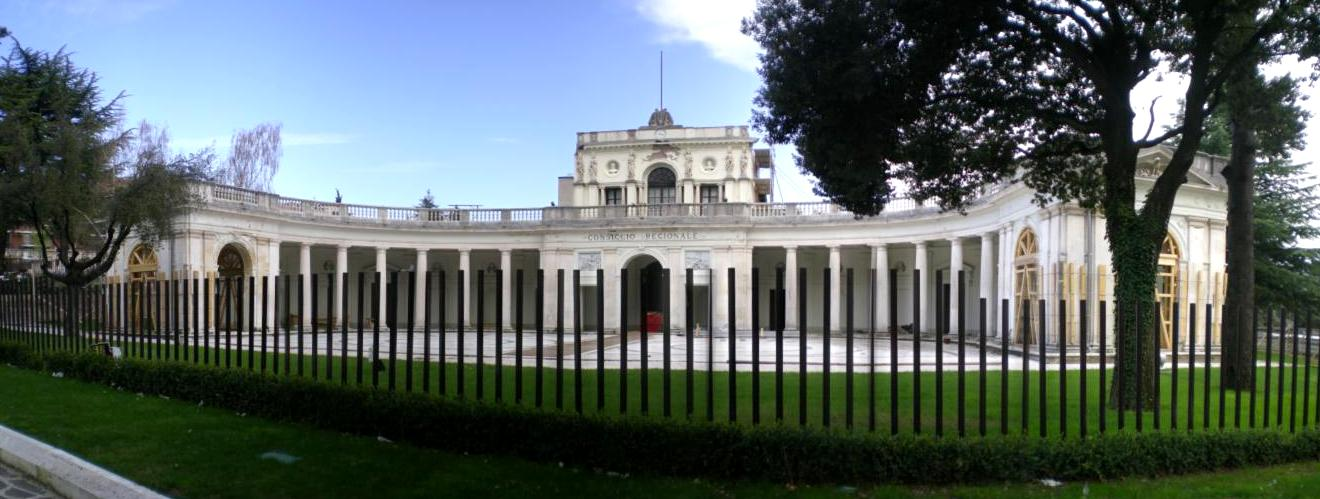
Palacio de la Exposición

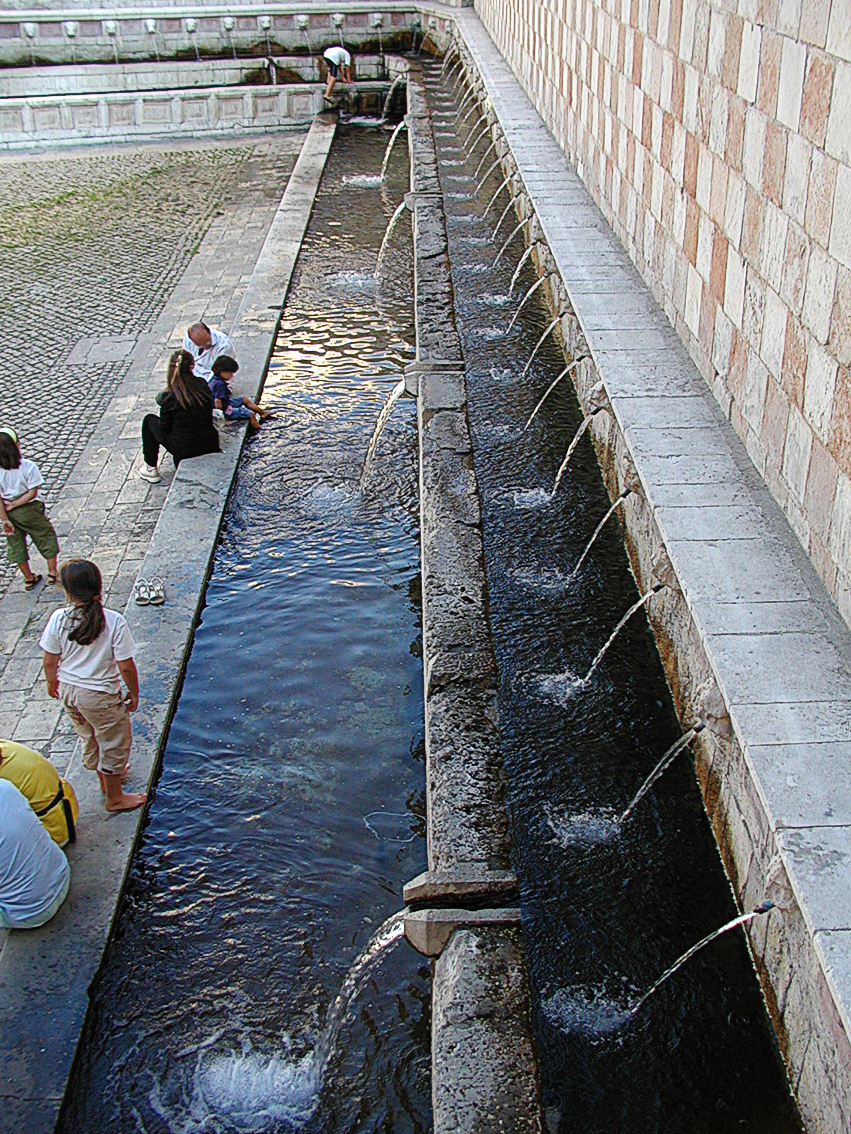
Fuente de los 99 caños

### Arquitectura religiosa

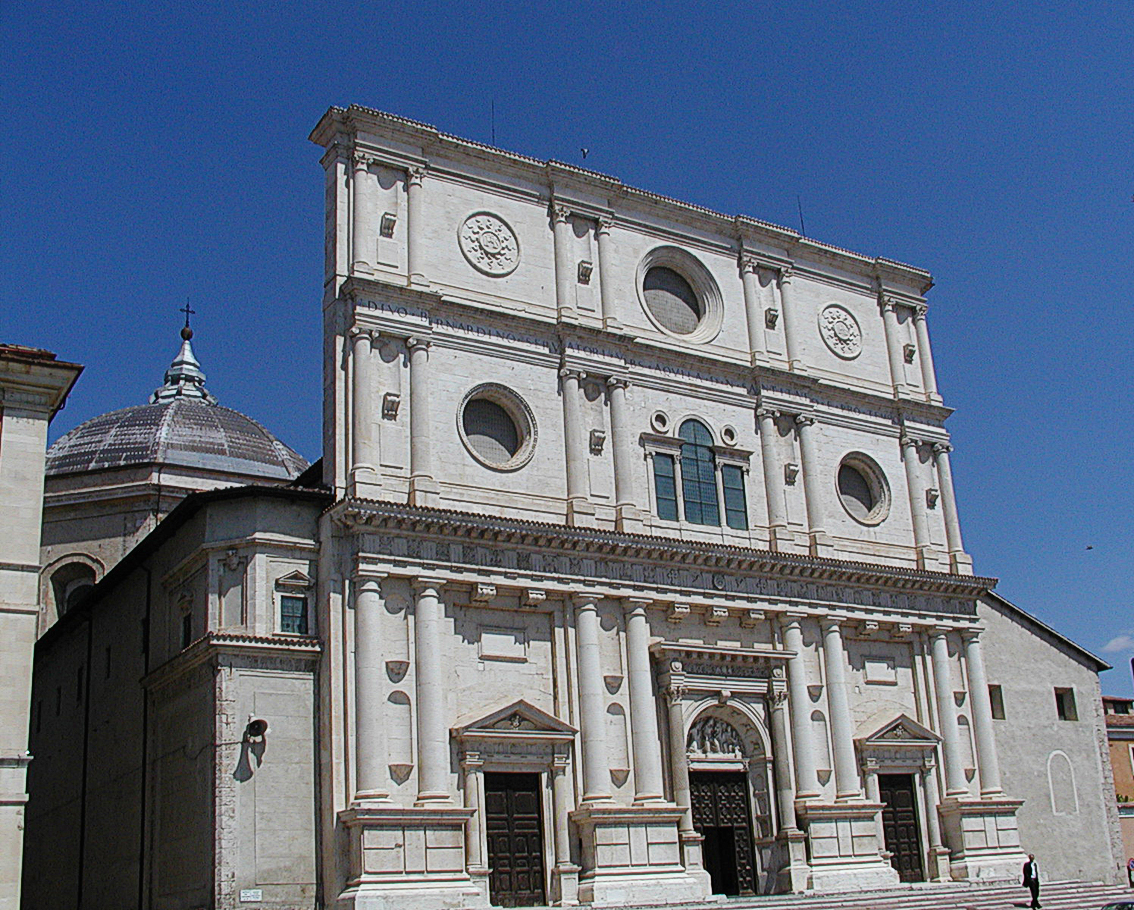
Basílica de San Bernardino
Construida tras la muerte de San Bernardino de Siena (1444) con la intención de custodiar su cuerpo, presenta una espléndida fachada renacentista obra de Cola dell'Amatrice. En su interior, reconstruido tras el terremoto de L'Aquila de 1703 en estilo barroco, se encuentran los mausoleos de Camponeschi y de San Bernardino. La basílica está ubicada sobre la cima de una monumental escalinata, a pocos pasos del Corso Vittorio Emanuele II.

Basílica de Santa Maria di Collemaggio
Basílica románica, construida por voluntad de Celestino V en 1288, ha sido sede de coronaciones papales y sede de un jubileo anual único en su género, el Perdón Celestiniano. En 1972 se llevó a cabo una importante restauración en la que se eliminaron los añadidos barrocos posteriores al terremoto de L'Aquila de 1703 y se sacó a la luz su esplendor románico original. En el lado septentrional encontramos la primera Puerta Santa construida en el mundo.
Catedral de San Massimo (Duomo de L'Aquila)
Dedicada a los santos San Jorge y San Máximo de Aveia, es la iglesia episcopal de la archidiócesis de L'Aquila. Fue edificada en el siglo XIII y derribada por el terremoto de L'Aquila de 1703. Fue restaurada en estilo barroco mientras que la fachada lo fue en estilo neoclásico. El terremoto de 2009 la ha dañado gravemente derrumbándose la cubierta del transepto.
Iglesia de San Domenico
San Domenico ocupa el lugar donde se encontraba el Palacio Real; y fue el propio rey Carlos II de Anjou quien lo donó a los Padres dominicos y patrocinó la construcción de la iglesia trayendo de la Provenza maestros franceses para la ocasión, como atestigua la original fachada lateral y su puerta. En 1703, un violentísimo terremoto hace derrumbarse el techo de la iglesia destruyendo su interior y provocando la muerte de seiscientos fieles. Posteriormente su interior fue reconstruido en el siglo XVIII.
Iglesia de Santa Giusta
Iglesia parroquial del barrio de San Jorge, inicialmente dedicada a este santo, de la cual toma su nombre el barrio donde se ubica. La iglesia, construida en el siglo XIV, presenta una sugestiva fachada, una puerta románica y un majestuoso rosetón rico en decoraciones florales y humanas. Junto a la puerta llama la atención un curioso abrevadero.
Iglesia de Santa María del Suffragio (o delle Anime Sante)
Iglesia barroca construida en 1713 en el lado más largo de la Piazza del Duomo. Presenta una característica fachada cóncava y una pequeña cúpula, obra de Giuseppe Valadier. Seriamente dañada por el terremoto de 2009 es probablemente hoy el monumento de la ciudad más conocido en relación con el terremoto.
Iglesia de Santa Maria Paganica
Iglesia parroquial del barrio de Santa María, surge en el punto más elevado de la ciudad y presenta una intervención del siglo XVIII debida a la reconstrucción después del terremoto de 1703. El violento terremoto de 2009 ha provocado el derrumbe del ábside y de la cubierta entera.
Iglesia de San Pietro a Coppito
Iglesia parroquial del barrio de San Pedro, ubicada en una pequeña plaza del mismo nombre que tiene una graciosa fuente con forma de dodecágono. Construida en el siglo XIII, la iglesia es un clásico ejemplo del románico de L'Aquila, con la fachada, la puerta llena de decoración, una ventana circular en la fachada y la adyacente torre campanario. Muchas veces dañada por los terremotos a lo largo de su historia y nuevamente reconstruida, fue violentamente dañada en el terremoto de 2009.
Iglesia de San Silvestro
Construida en la primera mitad del siglo XIV y numerosas veces restaurada debido a los terremotos, la iglesia presenta una gran puerta románica de piedra blanca y roja, análoga a la de la fachada de la Basílica de Santa María di Collemaggio, junto a un gran rosetón central. En su interior cuenta con una copia de la Visitación de Rafael que sustituye a la original robada por los españoles en 1655 y que hoy se encuentra en el Museo del Prado.
Santuario de la Madonna d'Appari
Pequeño santuario románico adosado a una pared rocosa en el valle del Gran Sasso, junto al pueblo de Paganica. Construida en el siglo XII en el lugar en que, según la leyenda, se apareció la Virgen María, y hoy destino de peregrinos.

### Arquitectura militar
Fuerte Español
Construcción del siglo XVI que alberga un museo.

### Casas y Palacios
Casa natal de Buccio di Ranallo
Característica construcción del siglo XIV, destacando la fachada a la céntrica calle de via Accursio, contigua a la Iglesia de Santa María Paganica, con ventanas bíforas y arcos ojivales. Actualmente la casa acoge una galería de arte privada.

## Terremoto de 2009

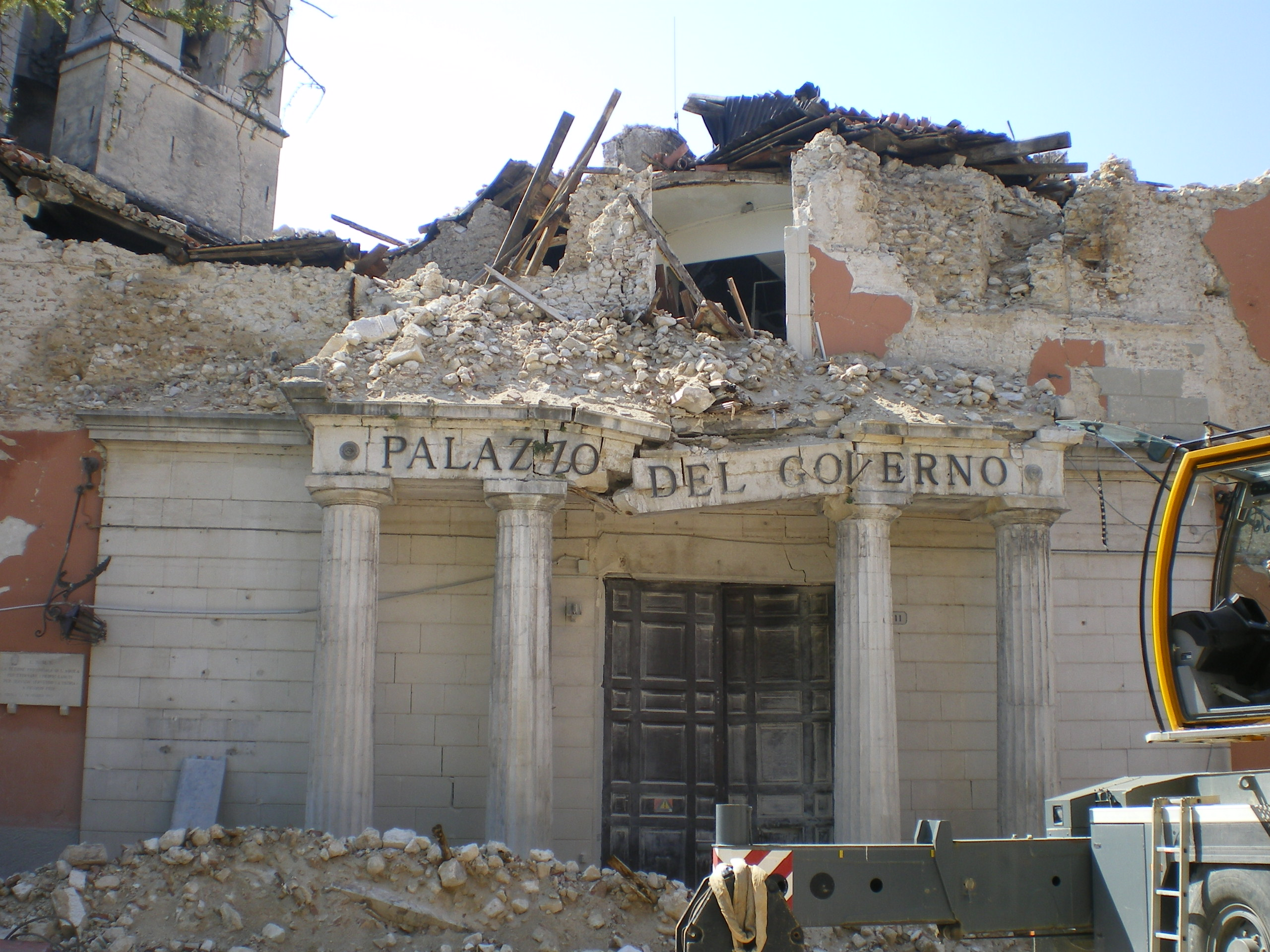
El Palacio de Gobierno tras el terremoto

El 6 de abril de 2009, a las 3:32 de la madrugada, después de meses de leves temblores localizados y percibidos en toda la zona, la ciudad de L'Aquila fue golpeada por un terremoto de 5,8 grados en la escala de magnitud de momento (Mw), cuyo epicentro se situó en el pueblo de Paganica, a unos diez kilómetros. El centro histórico de la ciudad quedó devastado. El balance final del terremoto ha sido de 308 víctimas mortales y otras 1.500 personas resultaron heridas, siendo evacuadas cerca de 65.000 personas, la casi totalidad de la ciudad.
En los días siguientes al terremoto se sucedieron fuertes temblores en la región, aunque de menor intensidad: un fuerte temblor de magnitud 5.6 Mw a las 19.47 del 7 de abril de 2009, uno de magnitud 5.4 Mw a las 2:52 del 9 de abril de 2009 y uno de 5.2 Mw a las 21:38 del 9 de abril de 2009.
El terremoto ha golpeado con fuerza sobre las poblaciones limítrofes, entre las cuales están Onna, Villa Sant'Angelo, Castelnuovo, Tempera, San Gregorio y Paganica. La misma capital, L'Aquila, ha sufrido derrumbamientos en numerosas zonas y daños gravísimos en la mayor parte de los edificios con valor histórico y cultural. Las principales iglesias han resultado gravemente dañadas o han sido casi completamente derrumbadas. Particular relevancia ha tenido la fallida resistencia y quizá el daño irreversible de la mayoría de los edificios públicos, tanto antiguos como modernos: como ejemplos el moderno edificio de Ingeniería, la prefectura que estaba en el Palacio de Gobierno, la Casa del Estudiante en la calle XX Settembre, el hospital de San Salvador y numerosos edificios señoriales de los siglos XVII y XVIII.
Un año después del terremoto, y a pesar de la intervención gubernamental, el número de los evacuados todavía se estimaba en unas 45.000 personas y las invervenciones para reconstruir el centro histórico habían sido paradas.

## Ciudades hermanadas
- Rottweil, Alemania
- York, Canadá
- Cuenca, España
- Hobart, Australia
- Zielona Góra, Polonia (1996)[10]
- Bernalda, Italia
- Bistriţa, Rumanía
- Baalbeck, Líbano
- Bariloche, Argentina

## Personas ilustres relacionadas
- Karl Heinrich Ulrichs, exiliado alemán.